# جائزة ألبرت أينشتاين

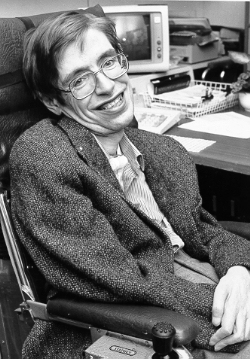
ستيفن هوكينج، الحاصل على الجائزة عام 1978.

جائزة ألبرت آينشتاين (التي أطلق عليها أحياناً عن طريق الخطأ لقب ألبرت أينشتاين لأنها كانت مصحوبة بميدالية ذهبية) هي جائزة في الفيزياء النظرية التي تأسست للاعتراف بالإنجاز العالي في العلوم الطبيعية. وقد وهبت من قبل صندوق لويس وسترا روزا التذكاري تكريمًا لعيد ميلاد ألبرت أينشتاين السبعين. تم منحه لأول مرة في عام 1951، بالإضافة إلى الميدالية الذهبية لأينشتاين بواسطة النحات جيلروي روبرتس،  كما شملت جائزة مالية قدرها 15000 دولار،  والتي تم تخفيضها لاحقًا إلى 5000 دولار. يتم اختيار الفائز من قبل لجنة (تألفت الأولى منها من أينشتاين، أوبنهايمر، جون فون نيومان وويل ) من معهد الدراسات المتقدمة، الذي أدار الجائزة. لويس شتراوس كان واحداً من أمناء المعهد.
لا ينبغي الخلط بين هذه الجائزة وكثير غيرها ممن تم تسميتهم باسم الفيزيائي الشهير، مثل جائزة ألبرت أينشتاين العالمية للعلوم التي قدمها المجلس الثقافي العالمي (منذ 1984)، قلادة ألبرت أينشتاين الذي قدمه مجتمع ألبرت أينشتاين (منذ 1979)، ولا مع جائزة هانز ألبرت آينشتاين، التي سميت باسم ابنه وأعطتها الجمعية الأمريكية للمهندسين المدنيين (منذ عام 1988). تم تأسيسها في وقت أبكر بكثير من هذه، عندما كان أينشتاين لا يزال على قيد الحياة وكان أستاذاً في معهد الدراسات المتقدمة. وقد سميت «أعلى من نوعه في الولايات المتحدة» من قبل صحيفة نيويورك تايمز. اعتبر البعض أنه «المعادل المرموق لجائزة نوبل».

## المستلمون
| السنة | الاسم                    | المراجع      |
| ----- | ------------------------ | ------------ |
| 1951  | كورت غودل وجوليان شفينجر | [ 2 ] [ 11 ] |
| 1954  | ريتشارد فاينمان          | [ 3 ]        |
| 1958  | إدوارد تيلر              | [ 12 ]       |
| 1959  | ويلارد ليبي              | [ 13 ]       |
| 1960  | ليو زيلارد               | [ 14 ]       |
| 1961  | لويس ألفاريز             | [ 4 ]        |
| 1965  | جون أرتشيبالد ويلر       | [ 15 ]       |
| 1967  | مارشال روزنبلوت          | [ 5 ]        |
| 1970  | يوفال نئمان              | [ 16 ]       |
| 1972  | يوجين ويغنر              | [ 17 ]       |
| 1978  | ستيفن هوكينج             | [ 10 ]       |
| 1979  | توليو ريج                | [ 18 ]       |

## روابط خارجية
- Information on the Albert Einstein Award from the Jewish-American Hall of Fame
- Information about and photos of the medal awarded to Kurt Godel on the website of the معهد الدراسات المتقدمة، last accessed 2014-02-01.